# Karol Borsuk

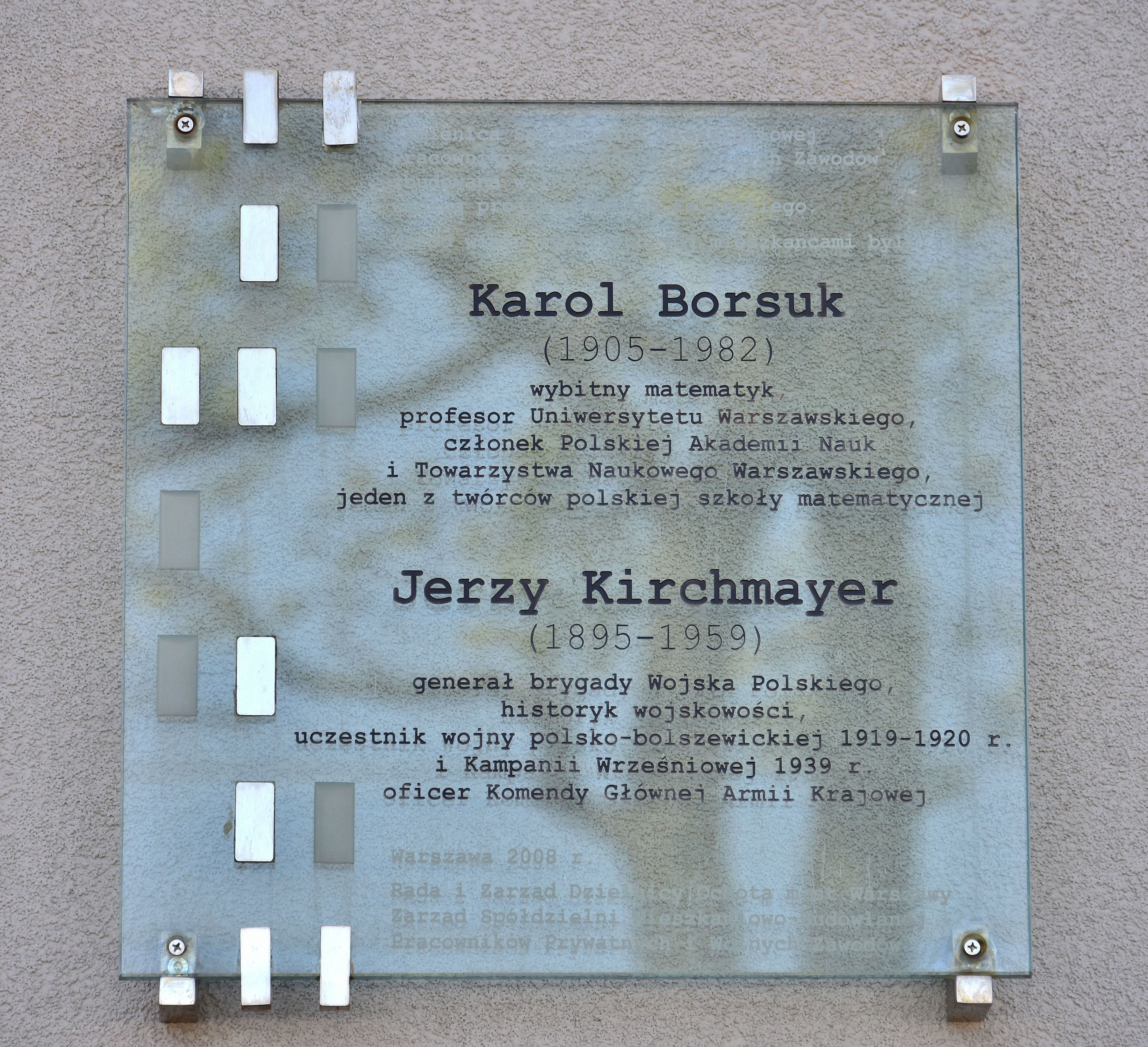
Tablica pamiątkowa na budynku przy ul.Filtrowej 63 w Warszawie

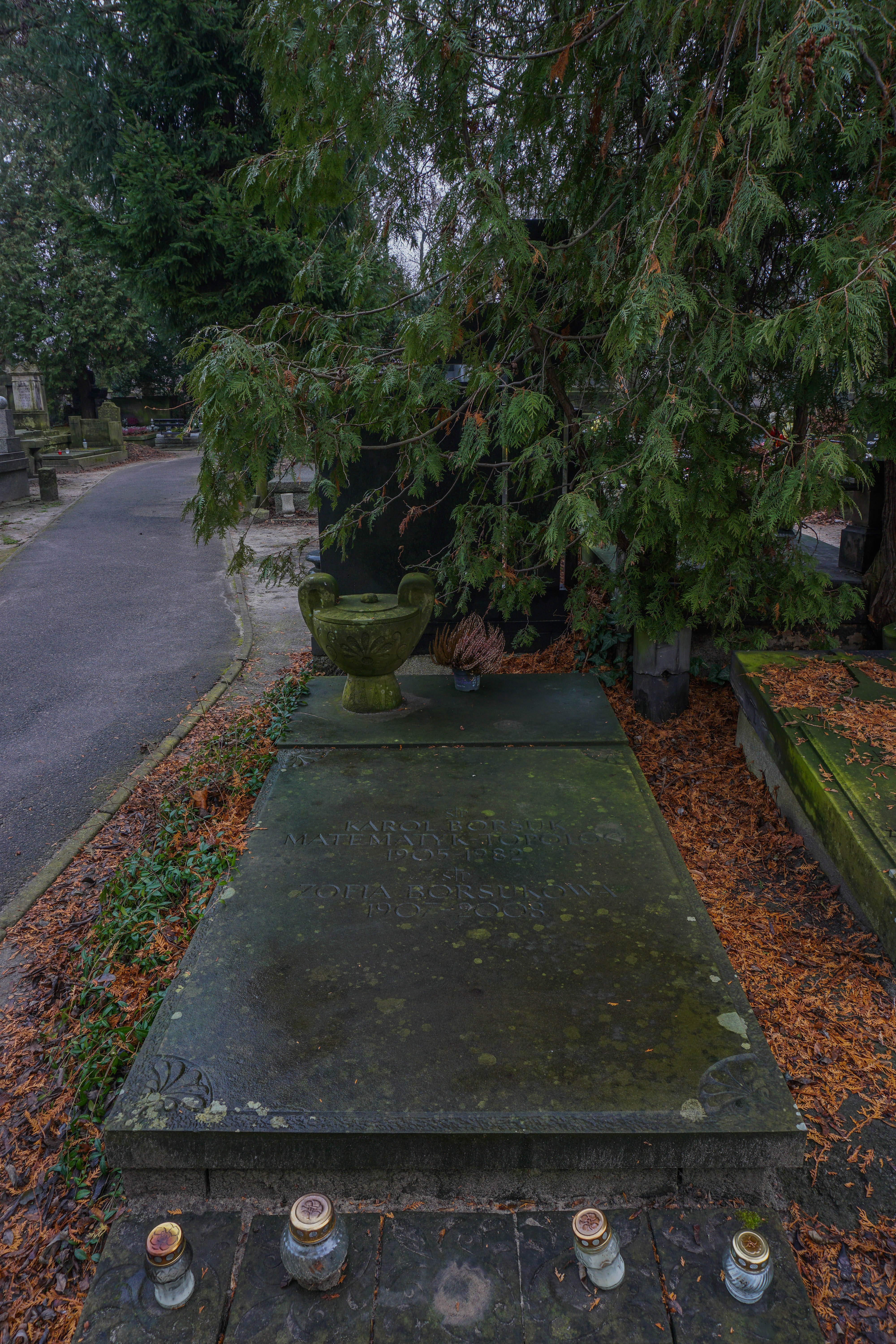
Grób Karola Borsuka na cmentarzu Powązkowskim

Karol Borsuk (ur. 8 maja 1905 w Warszawie, zm. 24 stycznia 1982 tamże) – polski matematyk, jeden z czołowych przedstawicieli warszawskiej szkoły matematycznej.

## Życiorys
Urodził się w rodzinie Mariana (chirurga) i Zofii z Maciejewskich. W 1923 ukończył Państwowe Gimnazjum im. Stanisława Staszica w Warszawie, następnie w latach 1923–1927 studiował matematykę na Wydziale Filozoficznym Uniwersytetu Warszawskiego. W 1930 uzyskał stopień doktora filozofii na UW na podstawie pracy O retraktach i zbiorach związanych, w której wprowadził pojęcie retraktów. W następnych latach wprowadził także pojęcie sympleksu. Przez trzy następne lata był nauczycielem matematyki w prywatnym gimnazjum Malczewskiego w Warszawie. W latach 1929–1934 pracował w I Katedrze Matematyki UW. W 1934 habilitował się na UW na podstawie rozprawy O zagadnieniu topologicznego scharakteryzowania sfer euklidesowych. W 1938 został profesorem nadzwyczajnym UW.
W czasie okupacji niemieckiej uruchomił i prowadził sklep papierniczy, który był także punktem kontaktowym Armii Krajowej. Ponadto projektował i wydawał gry planszowe, m.in. Hodowla zwierzątek, która cieszyła się dużą popularnością i została ponownie wydana w 1997 pod nazwą Superfarmer. W latach 1939–1944 prowadził wykłady w tajnym Uniwersytecie Warszawskim i kursie politechnicznym w Szkole Budowy Maszyn im. Wawelberga i Rotwanda. Aresztowany w lecie 1943, przebywał na Pawiaku kilka miesięcy za działalność w ruchu oporu. W czasie powstania warszawskiego został wywieziony wraz z rodziną do obozu w Pruszkowie. Po ucieczce z obozu ukrywał się aż do zakończenia wojny.
Po wojnie powrócił na Uniwersytet Warszawski, gdzie w 1946 został profesorem zwyczajnym i kierownikiem Katedry Geometrii. W latach 1952–1964 był kierownikiem Katedry Matematyki (później Instytutu Matematyki) UW. Od chwili powstania Państwowego Instytutu Matematycznego był zastępcą dyrektora, a w latach 1948–1975 kierował Zakładem Topologii tego instytutu (później Instytut Matematyczny PAN). Po wojnie opracował topologiczną teorię kształtu i przestrzeń topologiczną, zwana okręgiem warszawskim.
Od 1952 był członkiem korespondentem, od 1956 członkiem rzeczywistym Polskiej Akademii Nauk, od 1953 członkiem korespondentem Bułgarskiej Akademii Nauk oraz członkiem Towarzystwa Naukowego Warszawskiego i członkiem korespondentem Akademii Umiejętności, do chwili wchłonięcia ich przez PAN. Był członkiem Polskiego Towarzystwa Matematycznego, pełniąc w nim w latach 1939–1953 rolę skarbnika a w latach 1946–1948 również prezesa warszawskiego oddziału Towarzystwa. Był redaktorem Dissertationes Mathematicae, zastępcą redaktora naczelnego Fundamenta Mathematicae, oraz członkiem komitetu redakcyjnego Biuletynu PAN (Seria Nauk Matematycznych, Astronomicznych, Fizycznych).
Jego najwybitniejszym studentem był Samuel Eilenberg. W 1976 otrzymał doktorat honoris causa Uniwersytetu w Zagrzebiu. Wielokrotnie wykładał na uczelniach poza granicami Polski, dając semestralne wykłady oraz przemówienia konferencyjne w wielu krajach. Ogółem wykładał w 60 ośrodkach matematycznych świata.
Był mężem Zofii (1907–2008). Jego córka, profesor Magdalena Białynicka-Birula, była żoną prof. Andrzeja Białynickiego-Biruli.
Zmarł w Warszawie, spoczywa na cmentarzu Powązkowskim (kwatera 35-2-1).

## Dorobek naukowy
Profesor Borsuk był wybitnym specjalistą w dziedzinie topologii. Opublikował ponad 170 prac badawczych, wiele z nich miało duże znaczenie dla rozwoju topologii. Na przykład, w 1936 opublikował pracę
- Sur les groupes des classes de transformations continues. „C. R. Acad. Sci.”, Paris, 202, 1936, strony 1400–1403,

w której zdefniował grupy kohomotopii. Teorię tych grup rozwinął w 1949 Edwin H. Spanier, i odtąd grupy te znane są jako grupy kohomotopii Borsuka-Spaniera.
W 1983, 133 wybrane publikacje Borsuka zostały wydane w formie Dzieł zebranych:
- Borsuk, Karol: Collected papers. Part I, II. With introductory material by Karol Sieklucki and Sławomir Nowak. Państwowe Wydawnictwo Naukowe, Warszawa, 1983. xxiv+1357 stron. ISBN 83-01-03749-0

Borsuk był też autorem kilku monografii badawczych i podręczników akademickich, m.in.:
- Borsuk, Karol; Szmielew, Wanda: Foundations of geometry: Euclidean and Bolyai-Lobachevskian geometry; projective geometry. North-Holland Publishing Co., Amsterdam; Interscience Publishers, Inc. Nowy Jork 1960, xiv+444 strony.
- Borsuk, Karol: Geometria analityczna wielowymiarowa. „Biblioteka Matematyczna”, Tom 23. Państwowe Wydawnictwo Naukowe, Warszawa 1964. Wydanie II poprawione, 463 strony.
- Borsuk, Karol: Theory of retracts. „Monografie Matematyczne”, Tom 44. Państwowe Wydawnictwo Naukowe, Warszawa, 1967. 251 stron.
- Borsuk, Karol: Theory of shape. „Monografie Matematyczne”, Tom 59. Państwowe Wydawnictwo Naukowe, Warszawa, 1975. 379 stron.

## Inne informacje
- Karol Borsuk jest autorem wydawanej do tej pory[11] gry rodzinnej Superfarmer (pierwotny tytuł: Hodowla zwierzątek), którą stworzył w celach zarobkowych w 1943 po zamknięciu Uniwersytetu Warszawskiego podczas okupacji niemieckiej).

## Ordery i odznaczenia
- Krzyż Oficerski Orderu Odrodzenia Polski (16 lipca 1954)[12]
- Medal 10-lecia Polski Ludowej (14 stycznia 1955)[13]

## Nagrody
- Nagroda Państwowa I stopnia za podstawowe wyniki w dziedzinie topologii (1955)[14]

## Upamiętnienie
- Tablica pamiątkowa na budynku przy ul. Filtrowej 63, w którym mieszkał, odsłonięta w 2008[15].
- W Warszawie, na osiedlu Kabaty, znajduje się ulica nazwana jego nazwiskiem.